# Jovinianus
Jovinianus, romersk munk, död omkring 406.
Jovinianus levde ett asketiskt liv men även om han ansåg att munkaskes och ogift stånd oftast var gott och behövdes för kristendomens bevarande så motarbetade han den gängse uppfattningen att det inför Gud var något förtjänstfullt och att det gav en högre grad av helighet och salighet. En på tro och dop grundad gemenskap med Kristus är det heliga kristendomslivet som, enligt Jovinianus åsikt, höjer alla troende till samma nivå.
Kyrkofadern Hieronymus skrev i bitterhet mot Jovinianus och biskop Siricius i Rom och biskop Ambrosius i Milano slutade att kommunicera med honom. Åtskilliga protestantiska kyrkohistoriker ansåg att Jovinianus var "sin tids protestant".